# Henri Colpi
Henri Colpi (Brig, 15 de juliol de 1921-Menton, 14 de gener de 2006) va ser un director, muntador de cinema, actor i director de televisió francès d'origen suís.

## Biografia
Colpi es va graduar a l Institut des hautes études cinématographiques (IDHEC) el 1947. Va començar treballant com a muntador de pel·lícula de directors francesos de la nouvelle vague com Agnès Varda o Georges Franju. El 1961 va dirigir la pel·lícula Una absència tan llarga, amb la qual va guanyar la Palma d'Or al 14è Festival Internacional de Cinema de Canes ex aequo amb Viridiana, dirigida per Luis Buñuel. Una absència tan llarga fou escrita per Marguerite Duras, amb música de Georges Delerue. També va guanyar el Premi Louis Delluc el 1960. La seva segona pel·lícula, Codine, basada en l'obra de Panaid Istrati, va participar també en la secció competitiva del Festival de Cannes en 1963, on va guanyar el premi al millor guió. Colpi va ser, sobretot, un notable muntador de pel·lícules, incloent-hi les de Alain Resnais com Hiroshima mon amour (1961) i L'Année dernière à Marienbad (1963), de Chaplin o de Henri-Georges Clouzot, entre molts altres. També va destacar com a restaurador, especialment amb el seu treball en la pel·lícula de André Antoine, L'Hirondelle et la Mesange, de 1920 a un llargmetratge de 79 minuts que es va estrenar el 1984. Antoine va rodar inicialment sis hores de metratge.
El mateix any que va acabar els seus estudis en el IDHEC, 1947, va publicar Le cinema et ses hommes, una obra sobre teoria del cinema, al qual va seguir el seu complement sobre l'ús de la música al cinema en 1963, Défense et illustration de la musique dans le film. El 1996 va publicar Lettres à un jeune monteur, on va abastar el procés de muntatge i la seva evolució des dels seus inicis.

## Filmografia selectiva

### Cinema
- 1951 : Superpacific (curtmetratge) de Pierre Maudru : muntatge
- 1952 : Si ça vous chante de Jacques Loew : muntatge
- 1956 : Le Mystère Picasso d'Henri-Georges Clouzot : muntatge
- 1955 : La Pointe courte d'Agnès Varda : muntatge en col·laboració amb Alain Resnais
- 1957 : Un roi à New York  de Charlie Chaplin : assistent-muntatge
- 1958 : Du côté de la côte d'Agnès Varda : muntatge amb Jasmine Chasney[4]
- 1959 : Hiroshima mon amour d'Alain Resnais : muntatge
- 1959 : Paris la belle de Pierre Prévert : muntatge
- 1961 : L'Année dernière à Marienbad d'Alain Resnais : muntatge
- 1961 : Una absència tan llarga : direcció
- 1963 : Codine : direcció i guió
- 1967 : Mona, l'étoile sans nom : direcció i guió
- 1970 : Heureux qui comme Ulysse : direcció, guió i diàlegs (darrer llargmetratge amb Fernandel)
- 1976 : Chantons sous l'Occupation d'André Halimi : muntatge
- 1982 : L'Hirondelle et la Mésange : muntatge confiat a Colpi per la Cinémathèque Française d’aquesta pel·lícula d'André Antoine de 1920 fins aleshores ni muntada ni projectada
- 1982 : Le Grand Frère de Francis Girod : muntatge
- 1983 : La Fuite en avant : muntatge
- 1983 : L'Été meurtrier de Jean Becker : guió

### Televisió
- 1969 : Thibaud ou les Croisades (segona temporada)
- 1969 : Fortune
- 1970 : Noële aux quatre vents, amb Pierre Mondy i Rosy Varte
- 1972 : Les Évasions célèbres
- 1973 : L'Île mystérieuse
- 1975 : Le Pèlerinage

### Actor
- 1988 : L'Enfance de l'art de Francis Girod
- 1990 : Lacenaire de Francis Girod
- 1995 : Leçon de vie de Boris Lehman

## Premis i distincions
Festival Internacional de Cinema de Cannes
| Any  | Categoria  | Pel·lícula              | Resultat  |
| ---- | ---------- | ----------------------- | --------- |
| 1961 | Palma d'Or | Una absència tan llarga | Guanyador |